# Phyllophaga zaragozana
Phyllophaga zaragozana är en skalbaggsart som beskrevs av Moron 2003. Phyllophaga zaragozana ingår i släktet Phyllophaga och familjen Melolonthidae. Inga underarter finns listade i Catalogue of Life.